# 제1대 로스차일드 남작 네이던 로스차일드
제1대 로스차일드 남작 너대니얼 메이어 로스차일드(Nathaniel Mayer Rothschild, 1st Baron Rothschild, GCVO, PC, 1840년 11월 8일 ~ 1915년 3월 31일)는 영국의 은행가, 정치인, 귀족으로, 영국 로스차일드가 직계 제3대 가주이다.

## 생애
1840년에 영국 로스차일드가의 직계인 라이오넬 드 로스차일드와 그의 부인 카를로테의 장남으로 런던에서 태어났다. 동생으로는 알프레드와 레오폴드가 있었다. 아버지 라이오넬은 동생인 나다니엘 드 로스차일드(그는 파리로 이주하여 프랑스 로칠드 가문을 세웠다) 외에 아이가 없었기 때문에 라이오넬의 아들 3명이 영국 로스차일드가의 전 재산을 계승하는 입장이었다.
케임브리지 대학 트리니티 칼리지에 진학하여, 재학 중에 황태자 버티(이후 에드워드 7세)와 친구가 된다.
1865년 7월 11일에 로스차일드가가 대지주로 영향력 있는 버킹엄셔 앨리스베리 선거구에서 자유당 후보로 출마해 하원 의원에 첫 당선되었고, 상원에 이적하는 1885년까지 계속 당선되었다.